# ثنائي الغالان
ثنائي الغالان مركب لاعضوي لعنصر الغاليوم، وهو ينتمي إلى مجموعة الهيدريدات. للمركب الصيغة الكيميائية Ga2H6، وهو ثنائي وحدات (ديمر) لمركب الغالان.

## التاريخ
صدرت تقارير عن تجارب تمكنت من تحضير هذا المركب من العالم الألماني فيبرغ Wiberg تعود إلى سنة 1941، إلا أن تلك الطرائق لم يتمكن التحقق منها وإعادة الحصول على ذات النتائح من غرينوود. إلى أن جرى التمكن من تأكيد استحصال هذا المركب سنة 1989.

## التحضير
يحضر هذا المركب بخطوتين من تفاعل كلوريد الغاليوم الثلاثي مع ثلاثي ميثيل السيلان، ثم بالاختزال اللاحق باستخدام كاشف نوعي من رباعي هيدرو غالات الليثيوم lithium tetrahydrogallate.
{\displaystyle {\ce {Ga2Cl6 + 4 Me3SiH -> (H2GaCl)2 + 4 Me3SiCl}}}
{\displaystyle {\ce {(H2GaCl)2 + 2 Li[GaH4] -> 2 Ga2H6 + 2 LiCl}}}

## الخواص
لهذا المركب بنية تشبه بنية ثنائي البوران، وهي بنية تعتمد على وجود رابطتين جسريتين من ذرات الهيدروجين بين ذرتي الغاليوم. وهي ثمثل رابطة ثلاثية المركز ثنائية الإلكترون.